# Music (альбом Сии)
Music: Songs from and Inspired by the Motion Picture (с англ. «Музыка: песни из кинофильма и вдохновлённые им») — девятый студийный альбом австралийской исполнительницы Сии, вдохновлённый одноимённым фильмом Мьюзик, режиссёром и продюсером которого выступила сама певица. Релиз альбома состоялся 12 февраля 2021 года, посредством лейблов Monkey Puzzle и Atlantic Records.
Сия написала 10 песен для саундтрека, некоторые из которых были включены в альбом. Так же, в альбом вошли и другие треки, «вдохновлённые» фильмом, включая «Saved My Life», соавтором которого выступила Дуа Липа. Релиз песни состоялся 2 мая 2020 года.

## Происхождение
Сия не задумывала Мьюзик как музыкальный фильм. Она заявила, что друзья сказали ей, что это будет похоже на "пустую фишку для Скрэббла и тогда её лучше не стоит использовать", если она не создаст фильм в стилистике мюзикла. Она так же поделилась, что бюджет фильма увеличился с 4 млн долларов до 16 из-за превращения фильма в мюзикл, тем самым студия сможет получить прибыль ещё и от саундтрека. Сия написала 10 песен для фильма, некоторые из которых фигурируют в Music: Songs from and Inspired by the Motion Picture, а также новый материал, вдохновленный фильмом. Альбом состоит в общей сложности из 14 треков; японское издание альбома включает в себя 2 бонус-трека ― «I'm Still Here», который был выпущен в 2018 году и первый ремикс «Together».
Сия считает этот альбомом студийным, а не саундтреком; актерская версия альбома выйдет так же 12 февраля.
Данный альбом в основном записан в жанре Поп, с другим преобладающими в нём стилями — Электропоп, R&B, Рэгги и EDM.

## Синглы и промо
Песня «Together» и видеоклип на неё были выпущены 20 мая 2020 года в качестве лид-сингла.
Песня «Courage To Change» была представлена в качестве второго официального сингла 24 сентября 2020 года.
Песня «Hey Boy» была представлена в качестве третьего официального сингла 19 ноября 2020 года. 14 января 2021 года для прослушивания стала доступна версия трека, записанная при участии рэпера Burna Boy. Так же, одновременно с выпуском песни состоялась премьера анимированного видеоклипа.

### Промосинглы
4 февраля для прослушивания стал доступен трек «Floating Through Space», записанный при участии диджея David Guetta, который стал первым промосинглом в поддержку альбома. В этот же день состоялась премьера видеоклипа.

## Список композиций
| №                   | Название                                        | Автор(ы)                                  | Продюсеры                                          | Длительность |
| ------------------- | ----------------------------------------------- | ----------------------------------------- | -------------------------------------------------- | ------------ |
| 1.                  | «Together»                                      | Sia Furler • Jack Antonoff                | Antonoff • Jesse Shatkin                           | 3:25         |
| 2.                  | «Hey Boy»                                       | Furler • Kamille • Jesse Shatkin          | Shatkin                                            | 2:29         |
| 3.                  | «Saved My Life»                                 | Furler • Dua Lipa • Greg Kurstin          | Kurstin                                            | 3:55         |
| 4.                  | «Floating Through Space» (совм. с David Guetta) | Furler • Kurstin                          | David Guetta • Kurstin • Mike Hawkins • Toby Green | 2:57         |
| 5.                  | «Eye To Eye»                                    | Furler • Shatkin                          |                                                    | 4:19         |
| 6.                  | «Music»                                         | Furler • Christopher Braide               |                                                    | 4:58         |
| 7.                  | «1+1»                                           | Furler • Shatkin                          |                                                    | 2:58         |
| 8.                  | «Courage To Change»                             | Furler • Alecia Moore • Kurstin           | Kurstin                                            | 4:52         |
| 9.                  | «Play Dumb»                                     |                                           |                                                    | 3:03         |
| 10.                 | «Beautiful Things Can Happen»                   | Furler • Matt Corby                       |                                                    | 2:50         |
| 11.                 | «Lie To Me»                                     | Furler • Shatkin                          |                                                    | 3:03         |
| 12.                 | «Oblivion» (feat. Labrinth)                     | Furler • Timothy Mckenzie                 |                                                    | 4:14         |
| 13.                 | «Miracle»                                       | Furler • Shatkin                          |                                                    | 3:18         |
| 14.                 | «Hey Boy» (feat. Burna Boy)                     | Furler • Kamille • Shatkin • Damini Ogulu | Shatkin                                            | 3:01         |
| Общая длительность: | Общая длительность:                             | Общая длительность:                       | Общая длительность:                                | 49:22        |

| №                   | Название                        | Автор(ы)                 | Авторы              | Длительность |
| ------------------- | ------------------------------- | ------------------------ | ------------------- | ------------ |
| 15.                 | «I'm Still Here»                | Sia Furler Jesse Shatkin | Shatkin             | 4:01         |
| 16.                 | «Together» (Initial Talk Remix) | Sia Furler Jack Antonoff |                     | 3:18         |
| Общая длительность: | Общая длительность:             | Общая длительность:      | Общая длительность: | 56:41        |

## История релиза
| Страна | Дата релиза     | Формат                                           | Версии   | Лейбл                  | Ссылки                      |
| ------ | --------------- | ------------------------------------------------ | -------- | ---------------------- | --------------------------- |
| Мир    | 12 февраля 2021 | CD LP Аудиокассета Цифровая дистрибуция Стриминг | Стандарт | Monkey Puzzle Atlantic | [ 23 ] [ 24 ] [ 25 ] [ 26 ] |
| Европа | 26 марта 2021   | LP                                               | Стандарт | Warner                 | [ 27 ]                      |